# 本田勝義
本田 勝義（ほんだ かつよし、1970年8月26日 - ）は福岡県出身の日本の柔道家。現役時代は78kg級の選手。身長172cm。

## 来歴
洞北中学校3年の時に全国中学校柔道大会団体戦で2位となった。東海大五高校に進むと、団体戦では同級生である86kg級の中村佳央や78kg級の北田晃三らとともに活躍して、2年の時には金鷲旗で3位だったが、全国高校選手権で優勝した。3年の時には金鷲旗で再び3位にとどまるも、インターハイでは個人戦中量級と団体戦の2冠を達成した。なお、東海大五高校では2歳年下の弟である和之も活躍していたことから、中村佳央及び中村行成兄弟とライバル関係にあった。
筑波大学に進学すると、1年の時に新人体重別の78kg級で優勝した。2年の時には世界ジュニアに出場するが、決勝で東ドイツのマルコ・スピットカに大外返で敗れて2位に終わった。2年の時には正力杯で3位だった。正力国際では個人戦の決勝でソ連のバシール・ワラエフに判定で敗れたが、団体戦で優勝を飾った。3年の時には正力杯で優勝した。正力国際の個人戦では昨年に続いて決勝でCISのワラエフに裸絞で敗れたが、団体戦では2連覇を果たした。4年の時には講道館杯で3位に入った。
1993年に茨城県信用組合に進み、実業個人選手権で2位となった。1994年の選抜体重別と講道館杯では3位だった。1995年には春日高校の教員になり、大学の2年後輩にあたる66kg級で活躍していた阿部由記子と結婚した。その後、東和大学の講師になると、1996年の講道館杯と1997年の選抜体重別で3位になった。
引退後は日本文理大学の教員になった。一方で、筑波大学大学院を経て弘前大学大学院医学研究科の博士課程にも進み、さらに接骨院を開業した。

## 戦績
- 1985年 -　全国中学校柔道大会　団体戦　2位
- 1987年 -　全国高校選手権　5位
- 1987年 -　金鷲旗 3位
- 1987年 -　インターハイ　団体戦　3位
- 1988年 -　全国高校選手権　優勝
- 1988年 -　金鷲旗　3位
- 1988年 -　インターハイ　団体戦　優勝
- 1989年 -　ソ連ジュニア国際　3位
- 1989年 -　新人体重別　優勝
- 1990年 - 世界ジュニア 2位
- 1990年 -　正力杯　3位
- 1990年 -　嘉納杯　5位
- 1991年 -　正力国際　個人戦　2位　団体戦　優勝
- 1991年 -　正力杯　優勝
- 1992年 -　正力国際　個人戦　2位　団体戦　優勝
- 1992年 -　講道館杯　3位
- 1993年 -　スイス国際柔道大会　3位
- 1993年 -　実業個人選手権 2位
- 1994年 -　スイス国際柔道大会　2位
- 1994年 -　選抜体重別　3位
- 1994年 -　講道館杯　3位
- 1996年 -　講道館杯　3位
- 1997年 -　選抜体重別　3位

(出典、JudoInside.com)。